# 永兴镇 (宜宾市)
永兴镇是中华人民共和国四川省宜宾市翠屏区下辖的一个镇。
2018年6月19日，国务院批复同意四川省调整宜宾市部分行政区划，将原宜宾县的永兴镇划归翠屏区管辖。

## 行政区划
永兴镇下辖以下村级行政区划单位：
安康社区、永兴村、新文村、殷家村、新成村、王庙村、高寺村、飞蛾村、田边村、玉丰村、八庙村、九龙村、土堰村、颜家社区村、张场村、大垇村、永胜村、华清村、狮子村、尖山村、四方村、中元村、玉皇村、清泉村、竹山村、菱角村、塘湾村和文昌村。